# East Runton
East Runton é uma vila e freguesia no distrito de North Norfolk em Norfolk, Inglaterra, cerca de 24,3 milhas (39,1 km) de Norwich.

## Transporte
A via principal é a A149, que vai de Cromer até Sheringham.

## História
A vila é mencionada no grande censo de 1086 conhecido como oLivro de Domesday, onde é descrito como uma " Rugutune "

### Igreja
A igreja de East Runton, denominada " Santa Andrew".

## Gallery

East Runton
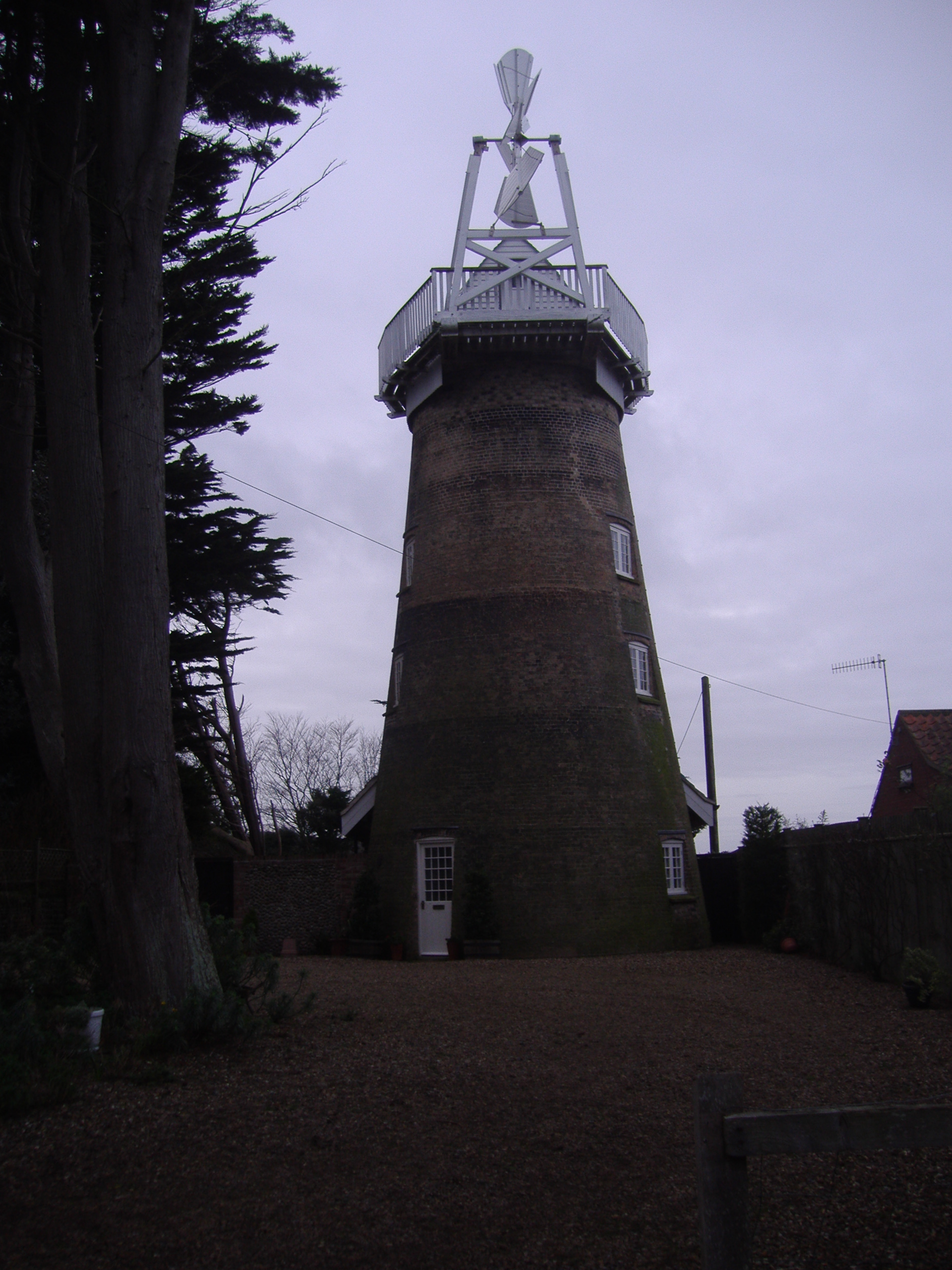
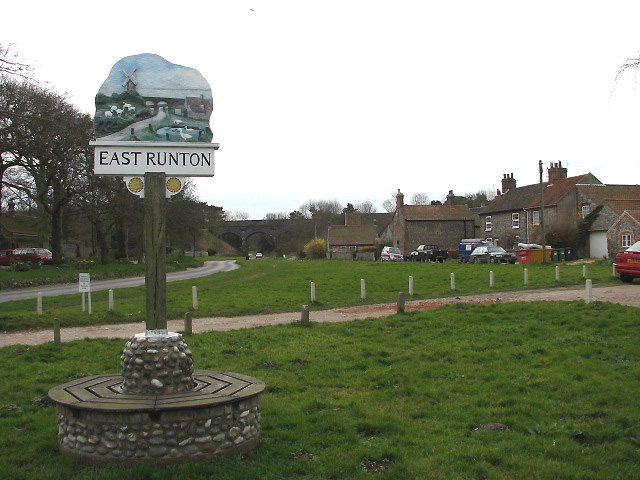
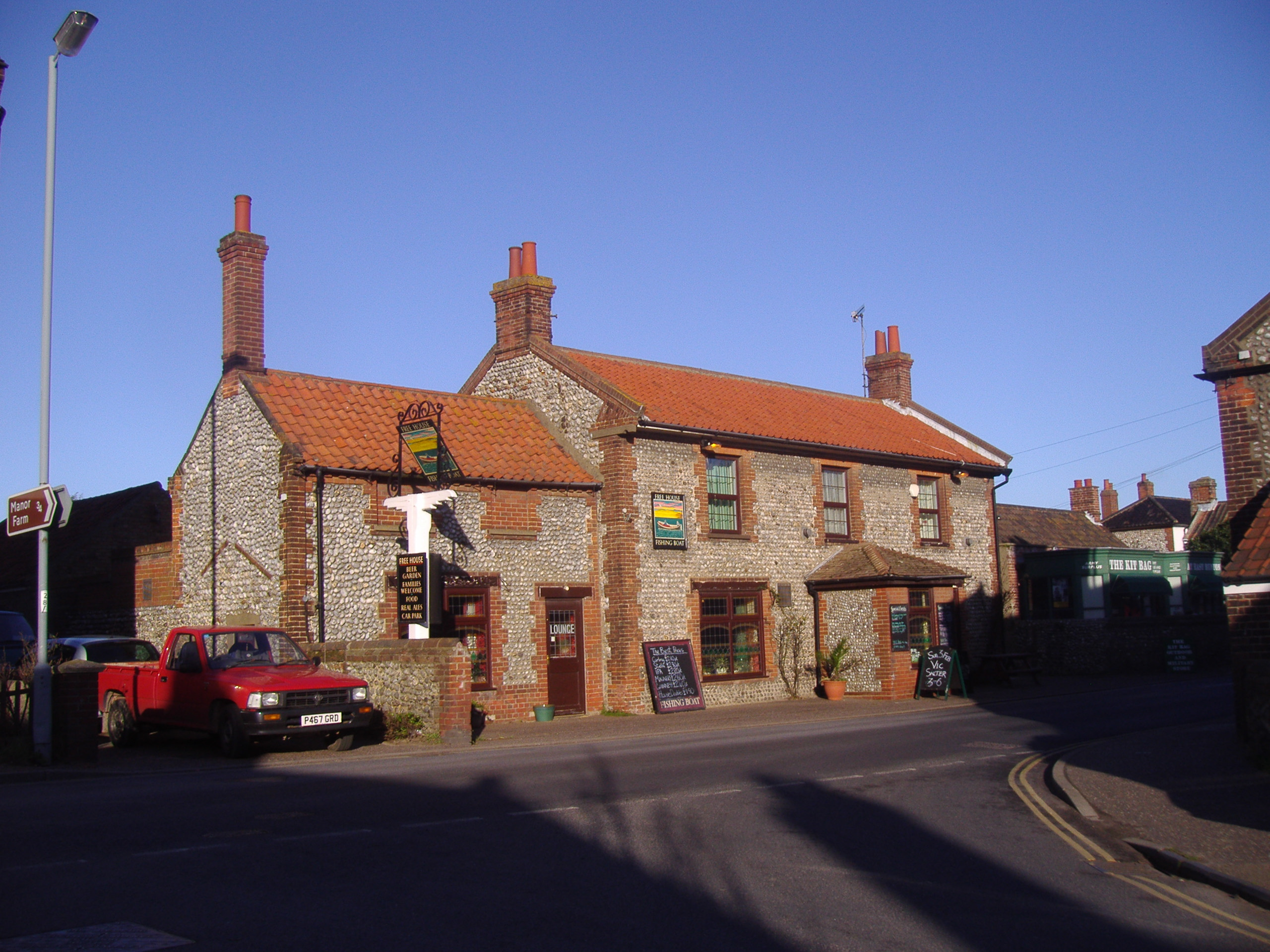
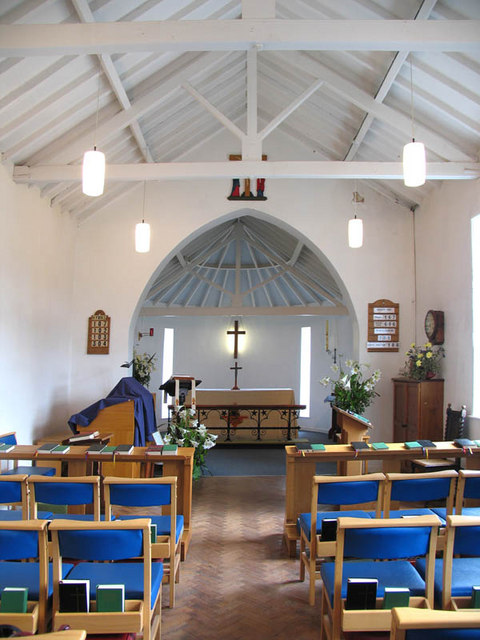
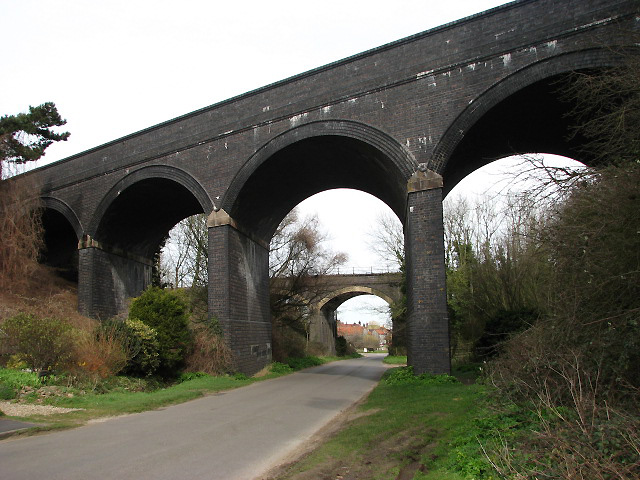